# Пийо, Жан Жак
Жан Жак Пийо (9 августа 1808 года, Во-Лавалет — 13 июня 1877 года, Мелён) — французский революционер, республиканец, коммунист. Участвовал в революции 1848 года и в Парижской коммуне 1871 года.

## Биография
Происходил из небогатой набожной семьи, окончил духовную семинарию в Марене и был рукоположён в католические священники, однако в скором времени был разочарован политикой католической церкви в период Реставрации и в итоге порвал с религией, став атеистом. 
В 1830-х годах поступил изучать медицину, в 1837 году сложил с себя сан священника и стал врачом в Париже. Его врачебная практика, однако, продлилась недолго, и вскоре он посвятил себя политической деятельности и журналистике, с 1839 года начав сотрудничать с журналом «Трибюн дю пёпль» («La Tribune du Peuple»), который затем возглавил; в своих статьях призывал к революционному перевороту и установлению республиканского строя. В 1840 году выступил одним из устроителей первого коммунистического банкета — одной из тогдашних форм борьбы за реформы, когда участники высказывали свои политические идеи под видом длинных тостов, — в Бельвиле. В это же время им были написаны получившие известность брошюры: «Ни замков, ни хижин» (1840), «Коммунизм — больше не утопия» (1841). В 1841 году был арестован за участие в тайном коммунистическом обществе и провёл шесть месяцев за решёткой, но после освобождения сразу же вернулся к конспиративной деятельности.
Пийо был активным участником революционных событий 1848 года, поддерживал идеи коллективизма, но не сумел стать депутатом Национального собрания, а вскоре вовсе разочаровался во Второй республике и участвовал в подавленном июньском восстании. С приходом к власти Луи Бонапарта (ещё как президента) сразу же начал активно выступать против него. В 1851 году, после переворота Бонапарта и установления Второй империи, был арестован и приговорён к депортации и пожизненной каторге во Французской Гвиане, однако сумел бежать в Бразилию и затем тайно вернулся во Францию, зарабатывая первое время на жизнь изготовлением зубных протезов. 
С 1860-х годов начал вновь участвовать в рабочем движении, был членом 1-го Интернационала, но вновь активно включился в политическую борьбу только во время осады Парижа прусскими войсками во время Франко-прусской войны 4 сентября 1870 года, принял активное участие в восстании 31 октября того же года, направленного против «Правительства национальной обороны» и проводимой им политики. В апреле 1871 года был избран в члены Парижской коммуны, вступив в союз с якобинцами и бланкистами. По некоторым сведениям, был причастен к поджогу дворца Тюильри. После разгрома Коммуны был арестован и заключён в тюрьму; в мае 1872 года его приговорили к пожизненной каторге, которая затем была заменена десятью годами тюремного заключения. Умер в тюрьме в Мелёне.
По своим социально-политическим взглядам Пийо придерживался необабувизма — революционного течения в утопическом коммунизме, выступая за равное распределение всех благ между членами общества и призывая к силовому свержению монархической власти.

## Основные труды
- «Le Code religieux, ou le Culte chrétien» (1837)
- «La Tribune du peuple, recueil philosophique et historique» (1839)
- «Histoire des égaux ou moyens d'établir l'égalité absolue parmi les hommes» (1840)
- «Ni châteaux, ni chaumières, ou état de la question sociale en 1840» (1840)
- «La Communauté n'est plus une utopie ! Conséquence du procès des communistes» (1841).